# Preußisches Herrenhaus

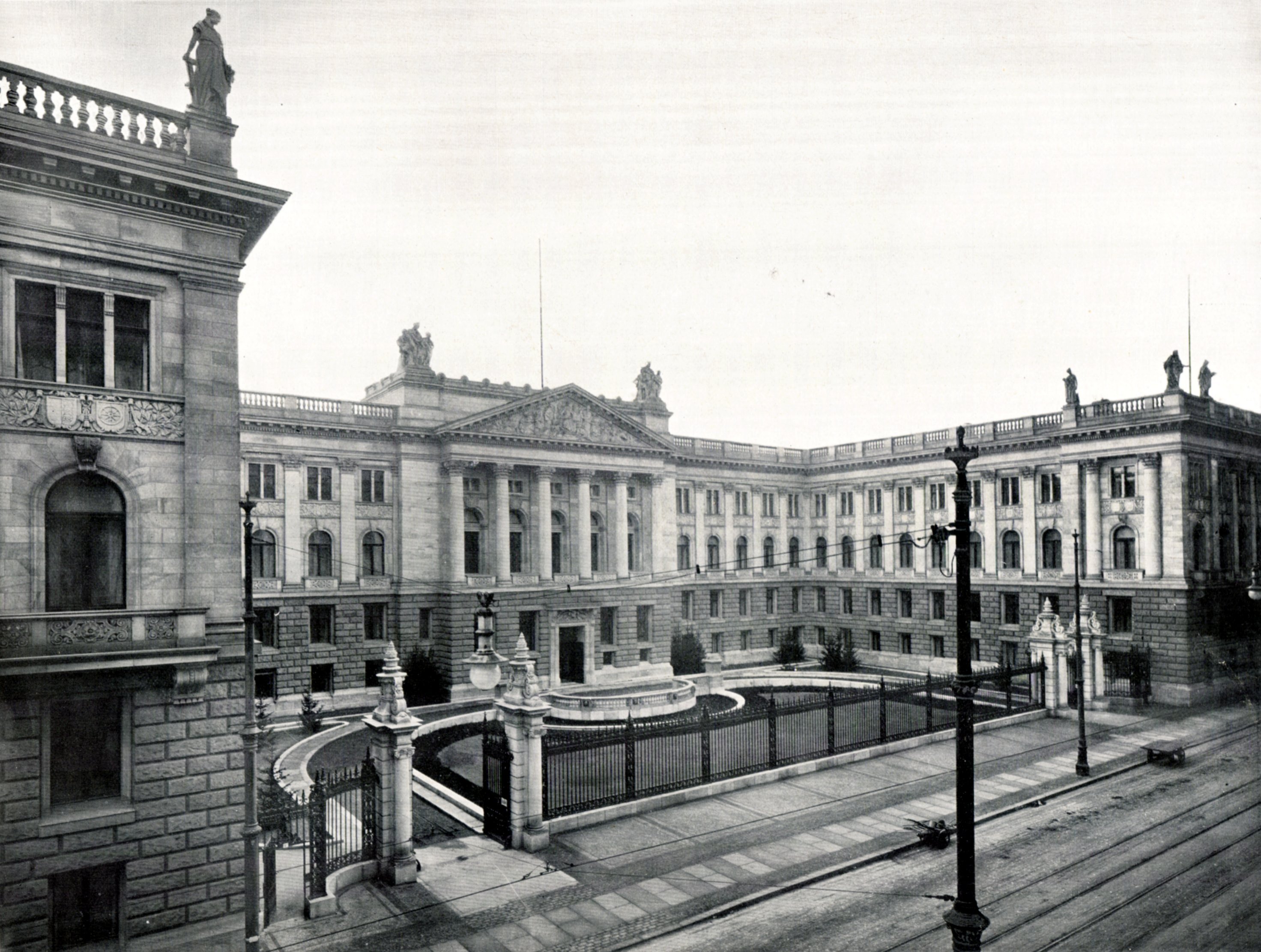
Gebäude des Preußischen Herrenhauses ab 1904

Das Preußische Herrenhaus in Berlin war die Erste Kammer des Preußischen Landtags, der Legislative Preußens. Die Zweite Kammer war das Preußische Abgeordnetenhaus. Die Geschichte des Herrenhauses begann 1848 mit der Märzrevolution und endete 1918 mit der Novemberrevolution. Der von 1904 bis 1918 genutzte Sitz des Herrenhauses dient heute als Bundesratsgebäude.

## Verfassungsrechtliche Stellung
Das Preußische Herrenhaus war zusammen mit dem Haus der Abgeordneten, der Zweiten Kammer des preußischen Landtags, zur Gesetzgebung berufen. Die preußische Verfassung von 1850 legte fest, dass Budgets und Finanzgesetze zuerst der Zweiten Kammer vorgelegt werden mussten (Art. 62). Über den Haushalt durfte das Herrenhaus nur im Ganzen beraten (Art. 62). Dies hatte zur Folge, dass dem Herrenhaus in diesen Fragen eher Vetorecht, aber keine Gestaltungsmacht zukam. Auch bei einfachen Gesetzen war die Zahl der Vorlagen, die zuerst im Oberhaus eingebracht wurden, gering. Praktisch sahen alle Regierungen den Schwerpunkt der Landesvertretung im Abgeordnetenhaus und konnten meist zu Recht erwarten, dass das Herrenhaus dem Kompromiss zwischen Ministerium und Abgeordnetenhaus zustimmen würde, sofern die Konservativen im Abgeordnetenhaus einbezogen waren.
Über die faktische Rolle des Herrenhauses im Herrschaftsgefüge des preußischen Staates bestehen in der Forschung unterschiedliche Ansichten. Thomas Nipperdey konstatiert zwar eine verfassungsrechtlich und real starke Stellung des Herrenhauses, gleichzeitig stellt er ein Übergewicht der Krone über beide Häuser des Parlaments fest. Hans-Ulrich Wehler sieht im Herrenhaus vor allem eine Vetomacht nicht nur in Preußen, sondern letztlich für die gesamte Reichspolitik. Wolfgang J. Mommsen sieht im Widerstand des Herrenhauses einen Hauptgrund für das Scheitern aller bis 1918 erfolgten Versuche, die politischen Mitspracherechte des Bürgertums festzuschreiben.

## Geschichte

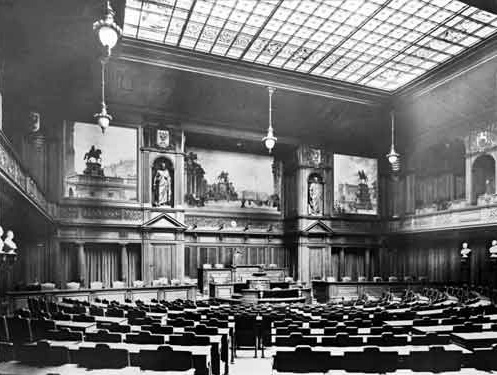
Sitzungssaal

Als Vorbild diente das House of Lords. Aus Sicht von König Friedrich Wilhelm IV. sollte die Institution keine Wahlkammer sein, sondern nach seinen „neoständischen“ Ideen ein Haus „historisch berechtigter Obrigkeiten“. Außerdem gelang es der Krone nach Konflikten mit den Hochkonservativen, im Gegensatz zur süddeutschen Praxis ihr weitgehend freies Dispositionsrecht durchzusetzen. Dies galt sowohl für die Ernennung neuer erblicher als auch der lebenslangen Mitglieder. Der König hatte mit der Möglichkeit eines Pairsschubes und sehr weitgehenden Bestätigungsrechten bei den gewählten Mitgliedern den ausschlaggebenden Einfluss auf die Zusammensetzung der Kammer. Als Kompromiss mit den Konservativen wurde dem grundbesitzenden Adel die Mehrheit der Sitze zugestanden.

## Zusammensetzung

### Erste Kammer (1848–1854)
Die erste Kammer des preußischen Parlaments der Verfassung von 1848 war eine reine Wahlkammer mit 180 Mitgliedern. Diese Mitglieder des Preußischen Herrenhauses (MdH) werden in der historischen Forschung in Anlehnung an Mitglieder der Oberhäuser in Frankreich und Großbritannien auch „Pairs“ genannt. Wahlberechtigt waren alle männlichen preußischen Staatsangehörigen ab 30 Jahre, die in ihrer Gemeinde seit mindestens sechs Monaten ansässig waren und entweder acht Taler Steuern pro Jahr zahlten oder mindestens 500 Taler Einkommen hatten oder ein Vermögen von mindestens 5000 Talern besaßen. Nach der revidierten Verfassung von 1850 wurden die Mitglieder nur noch zum Teil gewählt. Die erste Kammer bestand demnach aus
- volljährigen Prinzen des königlichen Hauses,
- den Häuptern der ehemals (bis 1806) unmittelbaren reichsständischen Häuser in Preußen und den Häuptern derjenigen Familien, denen durch Königliche Verordnung das nach der Erstgeburt und Linealfolge zu vererbende Recht auf Sitz und Stimme in der ersten Kammer beigelegt wurde (das Recht der Mitgliedschaft ruhte während der Minderjährigkeit, eines Dienstverhältnisses zu einer Regierung eines nichtdeutschen Staates oder eines Auslandsaufenthalts),
- vom König auf Lebenszeit ernannten Mitgliedern; ihre Zahl durfte ein Zehntel der Anzahl der Mitglieder aus beiden vorgenannten Kategorien nicht übersteigen,
- 90 nach einem Zensuswahlrecht gewählten Mitgliedern,
- 30 von den Räten der größten Städte gewählten Mitgliedern.

Die Zahl der ernannten oder erblichen Mitglieder durfte nicht größer sein als die der gewählten. Die gewählten Mitglieder wurden für sechs Jahre gewählt (die des Abgeordnetenhauses bis 1888 auf drei Jahre).

### Herrenhaus (1854–1918)

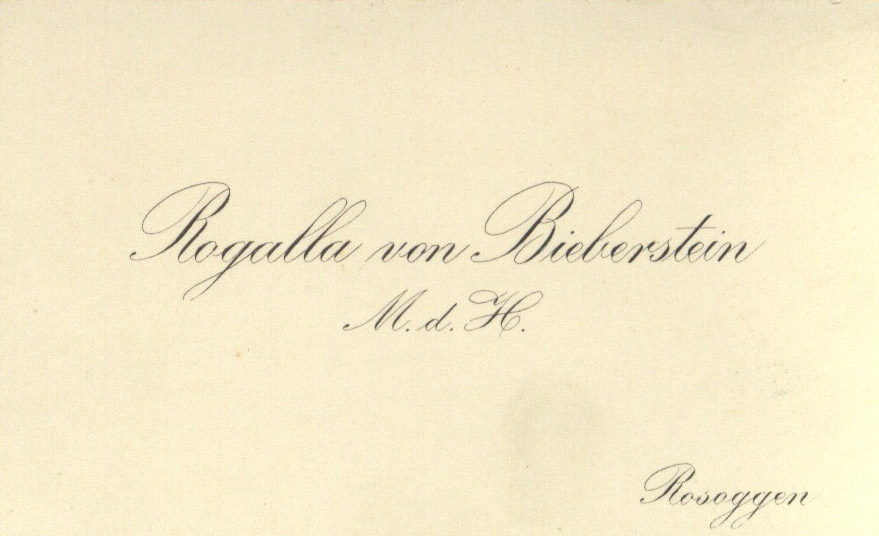
Visitenkarte des Walter Rogalla von Bieberstein

Nach einer erneuten Verfassungsänderung im Jahr 1853 gab es keine gewählten Mitglieder mehr und 1855 wurde der Name des Hauses in Herrenhaus geändert. Die zur Ausführung des verfassungsändernden Gesetzes erlassene königliche Verordnung von 1854 blieb bis 1918 in Kraft. Nach ihr gab es drei Gruppen von Mitgliedern
- vom König ernannte Prinzen des königlichen Hauses. Von dieser Möglichkeit haben die preußischen Könige nie Gebrauch gemacht,
- erbliche Mitglieder (Standesherren, vom König ernannte Familien),
- ernannte Mitglieder (auf Lebenszeit oder auf Präsentation von dazu berechtigten Körperschaften).

Die erblichen Mitglieder gliederten sich in vier Gruppen:
- Die Häupter der Fürstenhäuser Hohenzollern-Sigmaringen und Hohenzollern-Hechingen,
- die Häupter der bis 1806 reichsständischen Häuser in Preußen (1854 waren es 16; 1867 kamen vier weitere in den annektierten Gebieten hinzu),
- die dem Vereinigten Landtag von 1847 angehörenden Fürsten, Grafen und Freiherren, (55 landtagsfähige Besitztümer, davon nicht alle im Herrenhaus vertreten);
- sowie mit erblicher Berechtigung vom König ernannte Mitglieder (1911 waren es 41).

Die ernannten Mitglieder gliederten sich in drei Kategorien:
- vom König „aus allerhöchstem Vertrauen“ ernannten Mitglieder auf Lebenszeit (1911 waren es 88),
- die Inhaber „der vier großen Landes-Aemter im Königreich Preußen“ (das waren die Inhaber der Ehrentitel Kanzler, Landhofmeister, Obermarschall und Oberburggraf in der Provinz Ostpreußen),
- sogenannte „präsentierte“ Mitglieder, die von verschiedenen mit Präsentationsrecht ausgestatteten Institutionen vorgeschlagen wurden. Diese waren nicht auf Lebenszeit ernannt. Schied jemand aus der Eigenschaft aus, wegen der er präsentiert worden war (z. B. ein Oberbürgermeister), endete auch die Mitgliedschaft im Herrenhaus.
 Präsentationsrecht hatten:
  - Vom König bestimmte (größere) Städte. Eine begrenzte Zahl der Vorgeschlagenen wurde vom König ausgewählt und ernannt. Nach Art. 65 I lit e PreußVerf waren zunächst 30 Städte präsentationsberechtigt: Aachen, Berlin, Brandenburg, Breslau, Bromberg, Danzig, Dortmund, Düsseldorf, Elberfeld, Elbing, Erfurt, Frankfurt (Oder), Glogau, Görlitz, Halberstadt, Halle, Koblenz, Köln, Königsberg i. Pr., Krefeld, Magdeburg, Münster, Nordhausen, Posen, Potsdam, Stettin, Stralsund, Thorn und Trier.[3] 1860 kamen die Städte Barmen, Bonn, Greifswald, Memel und Minden hinzu,[4] Das königliche Auswahl- und Ernennungsrecht wurde zur reinen Formsache. 1867 aus den von Preußen annektierten Gebieten Altona, Flensburg, Frankfurt am Main, Hannover, Kassel und Kiel.[5] Später erhielten noch weitere Städte das Präsentationsrecht. Zum Schluss (1918) sollen auf der Städtebank des Herrenhauses über 50 Mitglieder gesessen haben. Die Städte entsandten fast immer den Oberbürgermeister ins Herrenhaus. Das war keine Maßgabe, sondern eine erhärtete, langjährige Übung.[6] Auf diese Weise war auch Konrad Adenauer als Kölner Oberbürgermeister kurzzeitig Mitglied geworden.
  - die Landesuniversitäten (Berlin, Bonn, Breslau, Greifswald, Halle, Königsberg). Ab 1867 kamen ferner die Universitäten Göttingen, Kiel und Marburg hinzu sowie später noch weitere,
  - die evangelischen Domkapitel von Brandenburg, Merseburg und Naumburg,
  - Verbände des alten und des befestigten Grundbesitzes (diese durfte jeweils eine Person präsentieren; gesamt ca. 90),
  - in jeder Provinz zu bildende Verbände der auf Rittergütern ansässigen Grafen (diese durfte jeweils eine Person präsentieren; gesamt 9).

Außer diesen institutionellen Vorschlagsberechtigten gab es auch noch ein individuelles Präsentationsrecht zum Preußischen Herrenhaus für vom König damit begnadeten altadeligen und mit ausgebreitetem Grundbesitz ausgestatteten Familien, die von alters her der brandenburgisch-preußischen Krone mit besonderer Treue gedient hatten. Von der ersten Bewilligung dieses Präsentationsrechtes im Jahre 1854 bis zum Ende der preußischen Monarchie erlangten nur 18 Junker-Familien aus den altpreußischen Provinzen dieses Recht.
Von der Möglichkeit der Ernennung von Vertrauenspairs machte Friedrich Wilhelm IV. zunächst nur geringen Gebrauch. Auf Druck der Regierungen Auerswald/Schwerin und dann von Bismarck erfolgte unter Wilhelm I. ein erster Pairsschub. Vor allem aber Wilhelm II. machte von diesem Recht insbesondere nach der Jahrhundertwende starken Gebrauch. Die Folge war, dass diese Gruppe immer mehr Gewicht bekam. Waren 1860 nur 11 % aller Mitglieder ernannt, waren es 1914 knapp 30 %.
Die Mitglieder erhielten weder Reisekostenentschädigung noch Diäten.
Für die Wahl der Verbände des alten und des befestigten Grundbesitzes wurde das preußische Staatsgebiet in Landschafts-Bezirke eingeteilt, in deren Namen bis 1918 zahlreiche historische Territorien weiterlebten.
- Die Provinz Preußen gliederte sich in die Landschafts-Bezirke Litthauen, Masuren, Samland mit Natangen, Ermland, Oberland, Culmerland, Süd-Pomerellen, Marienburger Land, Nord-Pomerellen;
- die Provinz Brandenburg in Mittelmark, Uckermark, Priegnitz, Neumark (einschließlich der 1816 abgetrennten und in die Provinz Pommern umgegliederten Gebiete um Nörenberg, Dramburg und Schivelbein), Niederlausitz mit Cottbus, Altmark (trotz deren Zugehörigkeit zur Provinz Sachsen);
- die Provinz Pommern in Lauenburg-Bütow, Herzogtum Wenden, Herzogthum Cassuben, Cammin und Hinterpommern, Herzogthum Stettin, Neu-Vorpommern und Rügen;
- die Provinz Schlesien in Oberlausitz, Fürstenthum Glogau und Herzogthum Sagan, Fürstenthümer Liegnitz und Wohlau, Fürstenthümer Schweidnitz und Jauer, Fürstenthum Münsterberg und Grafschaft Glatz, Fürstenthum Oels, Fürstenthümer Breslau und Brieg, Fürstenthum Neisse-Grottkau, Fürstenthum Oppeln, Fürstenthum Ratibor;
- die Provinz Posen in Netz-Distrikt, Gnesen, Posen, Meseritz, Fraustadt, Krotoschin;
- die Provinz Sachsen (ohne Altmark) in Herzogthum Magdeburg, Fürstenthum Halberstadt und Grafschaft Wernigerode, Grafschaft Mansfeld und Saalkreis, Ober-Sachsen, Ost-Thüringen (ausschließlich im später nicht zu Thüringen gerechneten Regierungsbezirk Merseburg gelegen), West-Thüringen und Eichsfeld-Hohenstein;
- die Provinz Westfalen in Fürstenthum Minden und Grafschaft Ravensberg, Paderborn und Wiedenbrück, Münsterland, Grafschaft Mark, Westphalen;
- die Rheinprovinz in Cleve-Geldern, Nieder-Berg und Nieder-Jülich (alle im Regierungsbezirk Düsseldorf), Ober-Berg und Ober-Jülich (= Regierungsbezirk Cöln), West-Jülich (= Regierungsbezirk Aachen), Ober-Rhein (= Regierungsbezirk Coblenz), Moselland (= Regierungsbezirk Trier).[8]

## Soziale Struktur
| Kategorien                                                                                          | Mitgliederzahlen |
| --------------------------------------------------------------------------------------------------- | ---------------- |
| Erbliche Sitze                                                                                      | 282              |
| Vertrauenspairs                                                                                     | 325              |
| Städte                                                                                              | 217              |
| Universitäten                                                                                       | 040              |
| Grundbesitz-Verbände                                                                                | 345              |
| Grafen-Verbände                                                                                     | 030              |
| Familienverbände                                                                                    | 055              |
| Evangelische Domstifte                                                                              | 019              |
| Ostpreußische große Landesämter                                                                     | 009              |
| Einschließlich Mehrfachmitgliedschaften. Quelle: Hartwin Spenkuch: Herrenhaus und Rittergut. S. 380 |                  |

Obwohl dem Bürgertum über die Vertreter von Städten und Universitäten Sitz und Stimme eingeräumt wurde, war das Herrenhaus eindeutig vom Adel dominiert. Während Friedrich Wilhelm IV. ursprünglich eine Repräsentation des hohen Adels und der von ihm Ernannten wollte, hatten letztlich vor allem die Junker, der grundbesitzende Landadel, eine starke Position erhalten. Von den 1295 Personen, die zwischen 1854 und 1918 Mitglieder des Herrenhauses waren, entstammten 862 dem Altadel (66,5 %), 103 waren Nobilitierte (8,0 %), Bürgerliche waren 295 Mitglieder (25,5 %). 1911 waren 260 von 347 Mitgliedern Adelige. Von den Mitgliedern im Jahr 1914 hatten 21 % ihren beruflichen Hintergrund im Staatsdienst (die meisten als Landräte), 3,5 % kamen aus dem Auswärtigen Dienst, 11 % waren Berufsoffiziere, etwa 9 % hatten eine begonnene Staatslaufbahn (Referendariat u. Ä.), 55,2 % waren hauptberuflich Grundbesitzer.
In regionaler Hinsicht dominierten aufgrund der dem Adel vorbehaltenen Berechtigung insgesamt die sieben östlichen Provinzen mit drei Vierteln aller Mitglieder. Bei den ernannten Pairs lag auf Grund der hohen Zahl der dort ansässigen Beamten und Militärs Berlin an der Spitze (etwa ein Drittel aller Ernannten), gefolgt von den „alten“ Westprovinzen – Rheinprovinz und Provinz Westfalen – und ab 1866 von der Provinz Hannover, Hessen-Nassau und der Provinz Schleswig-Holstein.
Die Kirche der Altpreußischen Union war über die Domstifte in Brandenburg an der Havel, Merseburg und Naumburg (Saale) vertreten. Damit war sie gegenüber der katholischen Kirche bevorzugt, die kein Präsentationsrecht hatte. Auch das Erzbistum Köln und Kurtrier, die bis zum Reichsdeputationshauptschluss 1803 Kurfürsten stellten und damit territorialen Standesherren gleichrangig waren, hatten kein Präsentationsrecht. Einzelne Erzbischöfe waren Herrenhausmitglieder auf Präsentation des Königs. Konfessionell war die überwiegende Anzahl der Pairs protestantisch, dies entspricht dem konfessionellen Proporz in der Bevölkerung. Katholische Mitglieder kamen vor allem aus den vormals polnischen Landesteilen in Westpreussen sowie den westlichen Provinzen Rheinland und Westfalen. Pairs jüdischen Glaubens waren im Vergleich zum Anteil in der Bevölkerung unterrepräsentiert. Dies lag vor allem daran, dass Juden bis 1812 nicht gestattet gewesen war, Grundbesitz zu erwerben und sie damit aus der im Herrenhaus dominierenden Gruppe der Alten Grundbesitzer ausgeschlossen waren.

## Politische Strömungen
Die politischen Strömungen des Herrenhauses unterschieden sich durch die Art der Zusammensetzung nicht nur deutlich von der Parteienlandschaft Preußens, sondern auch von den Fraktionen der Zweiten Kammer. Sozialdemokratische Mitglieder gab es nie. Zentrumsanhänger wie Adam Stegerwald blieben ebenso Ausnahmen wie linksliberale Mitglieder.
Gleichwohl gab es auch im Herrenhaus durchaus unterscheidbare Strömungen. Friedrich Julius Stahl war der Namensgeber der konservativen „Fraktion Stahl“, die man später Alte Fraktion nannte. Diese wurde überwiegend von den kleineren Grundbesitzern („Junkern“) unterstützt. Die wirklich großen Grundbesitzer mit einem Besitz zwischen 3.500 und 75.000 Hektar bildeten in den ersten Jahrzehnten die Basis der Neuen Fraktion, die einen freikonservativ-nationalliberalen Kurs steuerte. Gegen Ende der 1880er Jahre schwenkten die jüngeren Mitglieder dieser „Grandseigneurs“ zunehmend auf den Kurs der Alten Fraktion ein. Den gemäßigt konservativen bzw. nationalliberalen Part übernahm eine bürgerlich dominierte sogenannte „Oberbürgermeister-Fraktion“.

## Beseitigung 1918
Gestützt auf eine überverfassungsmäßige revolutionäre Verordnungsgewalt beseitigte das preußische Revolutionskabinett aus MSPD und USPD das Herrenhaus durch Satz 2 der Verordnung vom 15. November 1918 (Pr. GS. 1918, S. 191). Ein Protest des aus altem märkischen Geschlecht stammenden Präsidenten Dietlof von Arnim-Boitzenburg vom 28. November 1918 war das letzte Lebenszeichen des Herrenhauses.

## Gebäude

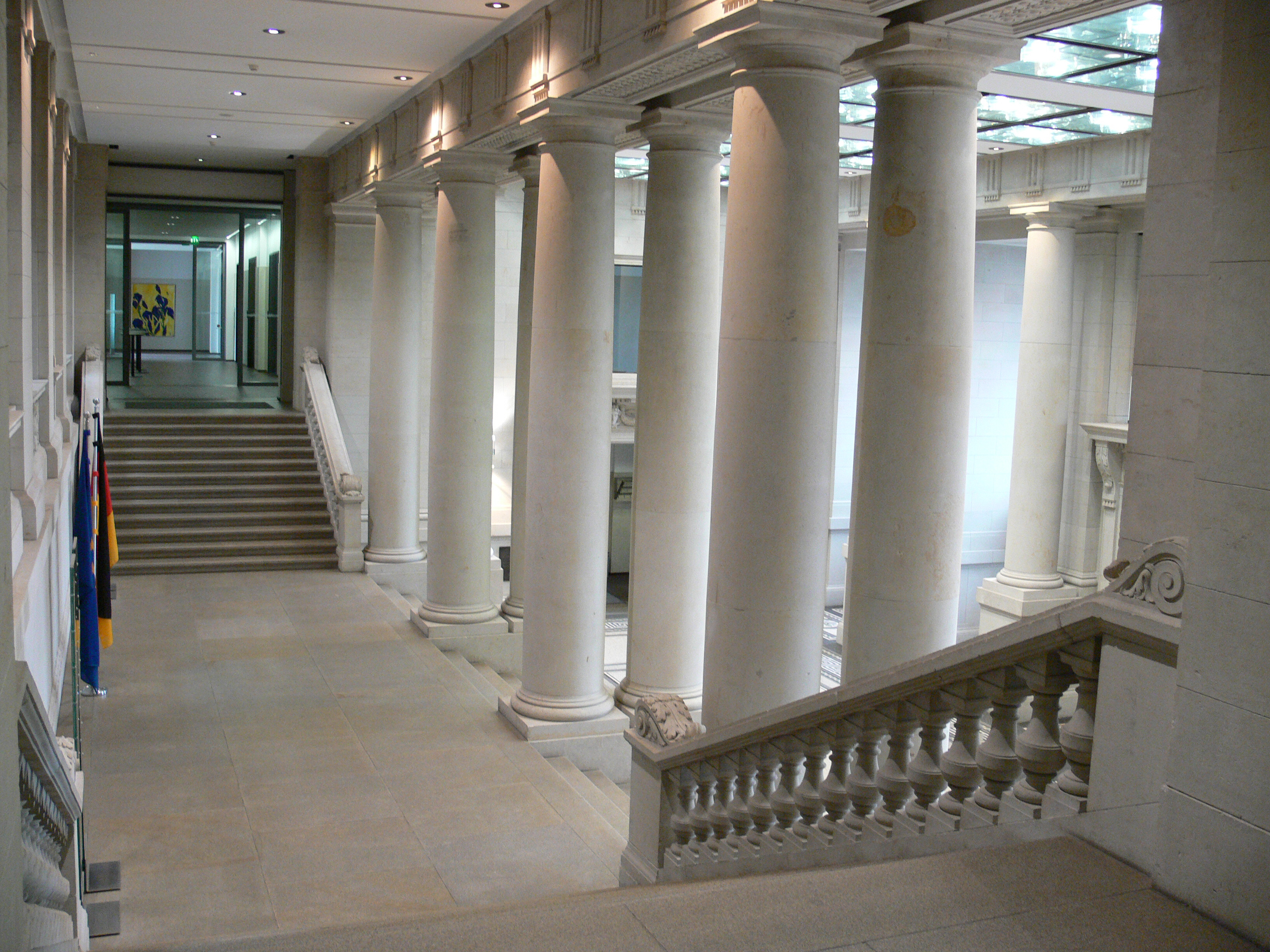
Eingangshalle des 1904 fertiggestellten Neubaus für das Preußische Herrenhaus

Die Erste Kammer war anfangs im Gebäude der Königlichen Gesundheitsgeschirrmanufaktur Hinter der Katholischen Kirche 1 (heute: Berlin-Mitte) ansässig. Das Gebäude wurde am 10. März 1851 durch einen Brand schwer beschädigt und anschließend abgerissen. Nach dem Brand tagte die Kammer viermal im Palais Hardenberg und zog dann in das Schauspielhaus um, wo man sich kurzfristig mit dem Mobiliar des Erfurter Unionsparlaments einrichtete. Am 31. Mai 1851 kaufte Preußen das Haus in der Leipziger Straße 3 von der Familie Mendelssohn und ließ es bis zum 25. November 1851 von dem Architekten Heinrich Bürde umbauen.
Ab 1855 firmierte die Erste Kammer als Herrenhaus. In seinem Gebäude in der Leipziger Straße Nr. 3 tagte von 1867 bis 1870 auch der Reichstag des Norddeutschen Bundes. Für den Reichstag des Deutschen Kaiserreichs wurde 1871 das Gebäude auf dem Nachbargrundstück Nr. 4 in nur viereinhalb Monaten zum provisorischen Sitzungsgebäude umgebaut, 1874 um ein Stockwerk erhöht und bis 1894 als solches genutzt.
Im Jahr 1899 wurden beide Gebäude abgerissen, um Platz für einen Neubau für das Herrenhaus zu machen. Der Neubau wurde vom Architekten Friedrich Schulze geplant und im Jahr 1904 fertiggestellt. Er wurde nördlich des Gebäudes des Preußischen Abgeordnetenhauses (heute Sitz des Berliner Abgeordnetenhauses) errichtet, das von 1892 bis 1898 durch denselben Architekten gebaut worden war. Beide Häuser sind durch ein gemeinsames Kantinen- und Wirtschaftsgebäude verbunden. Das Preußische Herrenhaus nutzte den Neubau von 1904 – die erste Sitzung fand am 16. Januar statt – bis zum Ende der Institution 1918. In den Jahren 1997–2000 wurde es als Bundesratsgebäude adaptiert, wo nun der deutsche Bundesrat tagt.